# Hochschulranking
Hochschulrankings bewerten die Qualität von Hochschulen, Fachbereichen oder Studiengängen anhand verschiedener Indikatoren zumeist im internationalen, aber auch nationalen Vergleich. Einige Rankings stellen Ranglisten mit einzelnen Rangplätzen auf, andere teilen Hochschulen in verschiedene Ranggruppen ein. Sie unterscheiden sich durch Auswahl und Gewichtung der Indikatoren, die beispielsweise Qualität der Lehre und Forschung (Betreuungsverhältnisse, Publikationsintensität, Zitierungen, durchschnittliche Studiendauer, Abbruchquoten) oder Standortmerkmale (Kosten, sonstige Angebote) einbeziehen können.
Hochschulrankings dienen als Informationsquelle für Abiturienten, Studenten, Hochschulen, Arbeitgeber, die politischen Entscheidungsgremien und sonstige Interessierte. Als Vorteil von Hochschulrankings wird unter anderem angeführt, dass diese Transparenz auf dem Bildungsmarkt schaffen. Andererseits sind die methodische Qualität und die Aussagekraft von Hochschulrankings sowie deren Einfluss auf die gerankten Hochschulen Gegenstand kontroverser Diskussionen.

## Grundprinzipien
Hochschulrankings zielen üblicherweise darauf ab, qualitative Unterschiede zwischen einzelnen Fächern oder Fächergruppen verschiedener Hochschulen darzustellen. Auf Basis dieser Daten sollen unter anderem Entscheidungshilfen für verschiedene Interessengruppen (z. B. Studienanfänger, Unternehmen, politische Akteure) entwickelt werden.
Die einzelnen Rankings unterscheiden sich bezüglich Definition von Qualität, der dafür verwendeten Kriterien und Indikatoren, dem Messprozess und der Darstellungsweise. Rankingergebnisse können sich unterscheiden. Nicht jede Kritik muss daher für jede Methode gelten.
2004 wurde vom UNESCO European Centre for Higher Education (UNESCO-CEPERS) und vom Institute for Higher Education Policy in Washington, DC eine „International Ranking Expert Group“ (UREG) gegründet. Während des Treffens im Mai 2006 in Berlin wurden Prinzipien für gute Ranking-Praxis vorgestellt – die Berlin Principles on Ranking of Higher Education Institutions. Sie betreffen die Bereiche Ziele und Funktionen von Ratings, Konzeption und Gewichtung von Indikatoren, Erhebung und Aufbereitung von Daten und die Veröffentlichung von Ergebnissen.
Die Planungsgruppe des Netzwerks Exzellenz an deutschen Hochschulen hat 2011 folgende Thesen entwickelt. Einiges davon wurde heute erreicht, die Orientierungen bleiben auch langfristig gültig:
- Rankings bilden die Realität vereinfacht ab und schaffen eine eigene Realität.
- Sie entfalten erhebliche Steuerungswirkungen.
- Mit Rankingergebnissen muss sehr sorgfältig und verantwortungsvoll umgegangen werden.
- Der Gefahr der Instrumentalisierung muss begegnet werden.
- An der Verbesserung muss intensiv gearbeitet werden.
- Unterschiedliche Bedarfe, Ziele und Adressaten erfordern unterschiedliche Rankings.
- Sie sollten auf mehreren Indikatoren und fachspezifischen Verfahren beruhen.
- Der Indikator Drittmittel gibt wichtige Hinweise, darf aber nicht überbewertet werden.
- Drittmittel dürfen die Grundfinanzierung der Hochschulen ergänzen, nicht ersetzen.
- Ein europäisches Ranking muss der Diversität und Profilbildung der Hochschulen gerecht werden.

## Bekannte Hochschulrankings

### Internationale Ansätze
Besondere Beachtung finden internationale Rankings, die globale Vergleiche ermöglichen. Die bekanntesten sind
- die QS World University Rankings,
- die Times World University Rankings,
- das CWTS Leiden Ranking
- das University Ranking by Academic Performance
- und das Academic Ranking of World Universities der Jiaotong-Universität Shanghai.

### U-Multirank (von EU initiiert)
Die aus kontinentaleuropäischer Sicht ärgerliche Dominanz von angelsächsischen Hochschulen in globalen Rankings sowie deren methodischer Defizite haben die Europäische Kommission veranlasst, die Entwicklung von methodisch anspruchsvollen weltweiten und europaweiten Rankings zu fördern, auch mit einem Projekt U-Multirank (Konsortium mit mehreren europäischen Partnern, Federführung CHE). Ziel war zunächst die Prüfung, ob eine Methodik für ein belastbares, multidimensionales globales Hochschulranking entwickelt werden kann. 2014 wurde mit 850 Hochschulen gestartet, heute umfasst es 1948 Universitäten aus 97 Ländern. Es werden die Ergebnisse fachbereichsspezifisch plus nach Auswahl der Länder angegeben, man kann selbst angeben, ob Lehre, Forschung. Internationalität oder Beliebtheit den Schwerpunkt bilden sollen (Mehrfachauswahl ist möglich). Es werden "best matching universities" ausgegeben. Man kann eine eigene Rangreihe der Universitäten für jedes Fach erstellen, wo die einzelnen Indikatoren selbst gewichtet werden können.
Der Vorwurf der "Ökonomisierung der Bildung" und andere Kritikpunkte wurden auch gegenüber U-Multirank geltend gemacht. Es wird auch von Kritikern bezweifelt, dass die Daten länderübergreifend vergleichbar seien.

### CHE Hochschulranking (v.a. Deutschland)
Das CHE Hochschulranking des Centrums für Hochschulentwicklung bezeichnet die ZEIT als Deutschlands größtes Hochschulranking, Fakten und Urteile von 120.000 Studierenden und 3000 Professoren werden berücksichtigt. Sie berücksichtigen die Bausteine Arbeitsmarkt und Berufsbezug, Ausstattung, Forschung, Internationale Ausrichtung, Studienergebnis, den Studienort und die Hochschule, Studierende und Studium und Lehre und sind auf der Website dokumentiert. Auch die Erhebungsmethoden sind dokumentiert: Erhebung von Fakten (Fachbereichsbefragung, Publikationsanalyse, Befragung der Hochschulverwaltungen, Auswertung weiterer Datenquellen) Erhebung von Urteilen (Studierendenbefragung, Befragung von Masterstudierenden, Befragung der Professoren). Die Ergebnisse werden nach statistischen Modellen ermittelt und für rund 40 Fächer spezifisch wählbar nach Hochschultyp und Abschlussart geliefert.
Hochschulen werden nicht aufgrund der Gesamtzahl der Punkte klassifiziert, anhand verschiedener Indikatoren gewonnenen Ergebnisse könne man nicht aggregieren. Verglichen werden einzelne Fächer oder spezifische Aspekte einer Hochschule und je nach Indikator kann die Hochschule einmal den Spitzenplatz, oder bei anderen den letzten Platz belegen. Stärken und Schwächen sollen besser zum Ausdruck gebracht werden. Objektiven Indikatoren und die subjektiven Einschätzungen der beteiligten Personengruppen können ebenfalls unterschiedlich sein. Für die Indikator werden drei Ranggruppen gebildet: Spitzen-, Mittel- und Schlussgruppe. Minimale Unterschiede zwischen den Hochschulen sollen so nicht überbewertet werden. Im Jahr 2005 und 2006 nahm auch die Schweiz am CHE-Ranking teil. Das CHE-Ranking wollte auf die beginnende Entstehung des europäischen Hochschulraumes reagieren und es wurden anfangs neben der Schweiz auch Hochschulen in den Niederlanden und Österreich einbezogen. Bei "Pilotprojekten" in Österreich und der Schweiz habe man, auch im Umgang mit Institutionen, viel "Lehrgeld" bezahlen müssen und beide Länder arbeiteten danach nicht weiter mit. 2009 wurde das Ranking um einzelne Hochschulen im Ausland erweitert, die für Studierende aus Deutschland interessant sein könnten (z. B. deutschsprachiges Studienangebot medizinischer Hochschulen in Ungarn).

#### Kritik und externe Bewertungen
Im Forum Wissenschaft werden Stand 2012 Kritikpunkte zusammenfassend dargestellt. Methodische Kritik, Kritik an Hochschulrankings an sich und Kritik am CHE werden unterschieden. Einige Universitäten, Fachbereiche und Organisationen hatten zum "Boykott" aufgerufen bzw. diesen vorgenommen. Dabei stand oft die Kritik an der Methodik im Vordergrund – wichtig war dem CHE, dass der Kern des Rankings nicht in Frage gestellt wird und dass ein Ranking grundsätzlich sinnvoll und gut sei. Im Juni 2012 veröffentlichte die Deutsche Gesellschaft für Soziologie (DGS) eine Stellungnahme "Wissenschaftliche Evaluation ja – CHE-Ranking nein." Es habe daraufhin "teilweise Reaktionen" und Verbesserungen gegeben, die auch zur Rückkehr einiger Universitäten (Bonn) zum CHE-Ranking führten.
Das CHE hat 2012 Erwiderungen auf die Stellungnahme der DGS zum CHE Hochschulranking veröffentlicht. Die Akademie für Soziologie hat 2020 ein Papier Wiedereinstieg des Fachs Soziologie ins CHE-Ranking: Akademie für Soziologie unterstützt Initiative und Diskussionsangebot veröffentlicht und nennt 6 Argumente, die zu einer Verbesserung führten. Das Fehlen der Soziologie könne als eine der zentralen Ursachen dafür gelten, dass einzelne Standorte des Faches in den letzten Jahren besonders stark vom Rückgang der Studierendenzahlen betroffen seien. Fehlende Vergleichsmöglichkeit fördere mit hoher Wahrscheinlichkeit die Konzentration auf Großstädte – zu Lasten von kleineren Standorten, Universitätsstädten und Studienstandorten mit potenziell besseren Studienbedingungen.
Das Educational Policy Institute aus Toronto/Virginia Beach bewertet das CHE-Ranking in einem Vergleich von 19 internationalen Uni-Ranglisten als „nicht weniger als brillant“. Anders als Ranglisten mit oft fragwürdigen Indikatoren ziehe das deutsche Ranking die Hochschulen aktiv in die Erstellung ein und erreiche so eine „hohe Datenqualität auf Institutsebene“. Auch die European University Association schätzte 2005 auf der Basis eine Studie ein: „Das vom CHE benutzte System zur Bewertung von Hochschulen ist vermutlich das beste verfügbare Modell in der Welt der Hochschulbildung“.
2014 wurde das Hochschulranking des CHE als erst drittes Ranking weltweit mit dem Qualitätslabel „IREG approved“ ausgezeichnet. IREG Observatory on Academic Ranking and Excellence ist eine internationale Nnn-profit Assoziation von "Ranking Organisationen" mit Sitz in Brüssel.

### Weitere Rankings
Der Spiegel veröffentlicht zusammen mit McKinsey und AOL ein Ranking. Daran kritisieren Studierende der Uni Marburg, es würden weder der Datensatz noch eine detaillierte wissenschaftliche Beschreibung der Methodik veröffentlicht. Somit seien die Zahlen nicht nachzuvollziehen. Das Ranking verfolge kein klar messbares Ziel, Parameter würden willkürlich festgelegt und Zahlen seien falsch berechnet worden. Das Ranking habe somit keine Aussage.
In Deutschland wurden Rankings unter anderem von Focus, Handelsblatt, Junge Karriere, Wirtschaftswoche, Capital und dem FAZ Hochschulanzeiger veröffentlicht.

## Allgemeine Bewertung von Rankings
Ursprünglich insbesondere in den USA populär geworden. Generell geraten Verfahren externer Beurteilung immer wieder in die Kritik. So gibt es auch in den USA organisierten Widerstand gegen Hochschulrankings.
Es wird die Frage aufgeworfen, ob die Freiheit von Forschung und Lehre durch externe Beurteilung gefährdet sei. Der Zweifel an der Glaubwürdigkeit bezieht sich sowohl auf die Methodik der Erhebung und der Reihungsbildung als auch auf die politischen Interessen der Rating-Agenturen. Als problematisch kann sich erweisen, dass die beurteilten Institutionen in der Regel die zur Beurteilung verwendeten Daten selbst bereitstellen. Dies kann zu fragwürdigen ranking-optimierenden Strategien der Berichterstattung bis hin zum Betrug führen.
Von den Befürwortern des Rankings wird der Wettbewerb begrüßt, der durch die öffentliche und für den Laien zugängliche Darstellung von Qualitätsvergleichen entsteht. So haben auch die Rankings deutscher Hochschulen oft starke Auswirkungen auf das „Nachfrageverhalten“ von Studenten, Lehrenden und Forschenden. Sie gehen davon aus, dass Hochschulen mit Spitzenplätzen nicht nur starken Zulauf der „besten“ Personen erhalten, sondern gleichzeitig oft auch die höchsten Zuflüsse von Drittmitteln. Bei schlechter abschneidenden Hochschulen tritt der umgekehrte Fall in Kraft, wodurch automatisch gewisse Zwänge zur Qualitätsverbesserung entstehen sollen.
Rankings, bei denen Studenten an den entsprechenden Hochschulstandorten über ihre Zufriedenheit befragt werden (was meist nur ein Kriterium unter mehreren in Rankings ist), vergleichen laut Kritikern nicht so sehr die absolute Qualität des Studienangebotes, sondern nur das Verhältnis von Erwartungshaltungen der Studentinnen und Studenten einerseits zum Angebot andererseits. Fachbereiche, deren Studenten hohe Ansprüche aufweisen (die nicht zuletzt wiederum durch das Angebot mitbestimmt werden) können so schlechter abschneiden als Fachbereiche, wo Studentinnen und Studenten geringere Erwartungen haben, die aber erfüllt werden.
Prinzipielle Probleme statistischer Erhebungen wie geringe Rücklaufquoten oder eine schlechte Vergleichbarkeit der untersuchten Fächer (aufgrund unterschiedlicher Strukturen, Ausrichtungen oder Studienkonzepten) haben ebenfalls wiederholt für Widerspruch gesorgt. Studenten könnten so eine Strategie verfolgen, durch systematisch gute Bewertungen bei Befragungen ihren Studienabschluss aufzuwerten und ihren Fachbereich oder ihre Universität durch das Mitwirken in Rankings gut abschneiden zu lassen. Während Befürworter der Hochschulrankings betonen, dass ein schlechtes Abschneiden in den Rankings zwangsläufig zu einer Qualitätsverbesserung führen müsse, so kann eine systematische Überbewertung der eigenen Universität eine gewisse Betriebsblindheit auslösen, da die Dozenten einer Hochschule keine Anreize erhalten sich zu überdenken oder zu verbessern, was wiederum zu einer schleichenden Verschlechterung der Lehrqualität führen kann. Dadurch können die Ranking-Ergebnisse einer Universität in einem deutlichen Gegensatz zu ihrer tatsächlichen Lehrqualität stehen. Rankings, die wie das Spiegel- oder Karriere-Ranking Online-Umfragen durchführen, seien dafür extrem anfällig, da bei diesen auch eine automatisierte Manipulation ohne Probleme möglich sei.
Angezweifelt wird insbesondere auch die Aussagekraft sogenannter Personalerrankings, in denen Personalchefs Hochschulen bewerten sollen. In ihnen werden vielfach nicht tatsächliche Leistungen der Fächer, sondern persönliche Sympathien für Studienorte bewertet, was unter anderem durch Untersuchungen belegt wurde, in denen Fächer „renommierter“ Hochschulen in Befragungen der Personaler selbst dann sehr gut abschnitten, wenn diese an den genannten Hochschulen gar nicht unterrichtet wurden.